# Calliopsis snellingi
Calliopsis snellingi är en biart som först beskrevs av Rozen 1963.  Calliopsis snellingi ingår i släktet Calliopsis och familjen grävbin. Inga underarter finns listade.